# 古地理学

ペルム紀から三畳紀時代のパンゲア大陸から、現在の大陸位置に変化するまでのアニメーション

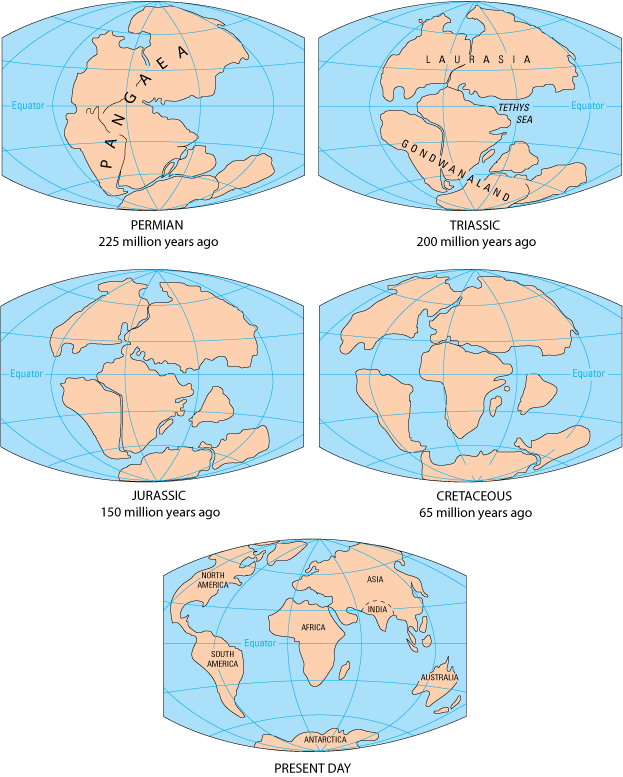
顕生代後半の大陸の推移　左上より2.25億年前（三畳紀）、2億年前（三畳紀末）、1.5億年前（ジュラ紀末）、6千5百万年前（古第三紀初期）、現在

古地理学（こちりがく、paleogeography）とは、地質時代における海陸の分布、地形、海岸、気候、生物などの分布を研究する学問分野。化石や地層、地質などから、当時の温度・気候・生息する動植物、地形がどういうものであったか研究を行う。